# Мила Николић
Мила Николић (Врање, 2001) српска је певачица.
Завршила је Музичку школу "Стеван Мокрањац" у Врању, а потом и Музичку школу "Јосип Словенски" у Београду. Студира шпански језик на Филолошком факултету у Београду.
Године 2018. снимила је свој први сингл. Била је учесница дечијег музичог такмичења „Србија у ритму Европе“, два пута је представљала град родни град Врање . Године 2025. учествује на ПЗЕ '25.

## Дискографија

### Синглови
- Hold me tight (2018)
- Бомба (2023)
- Лом (2023)
- Киша на јесен (2024)
- Обоји ме (2024)
- Memento (2024)
- POV (2024)
- Катана (2024)
- GAIA (2025)